# Dyops ocellata
Dyops ocellata är en fjärilsart som beskrevs av Stoll 1780. Dyops ocellata ingår i släktet Dyops och familjen nattflyn. Inga underarter finns listade i Catalogue of Life.